# 地下道

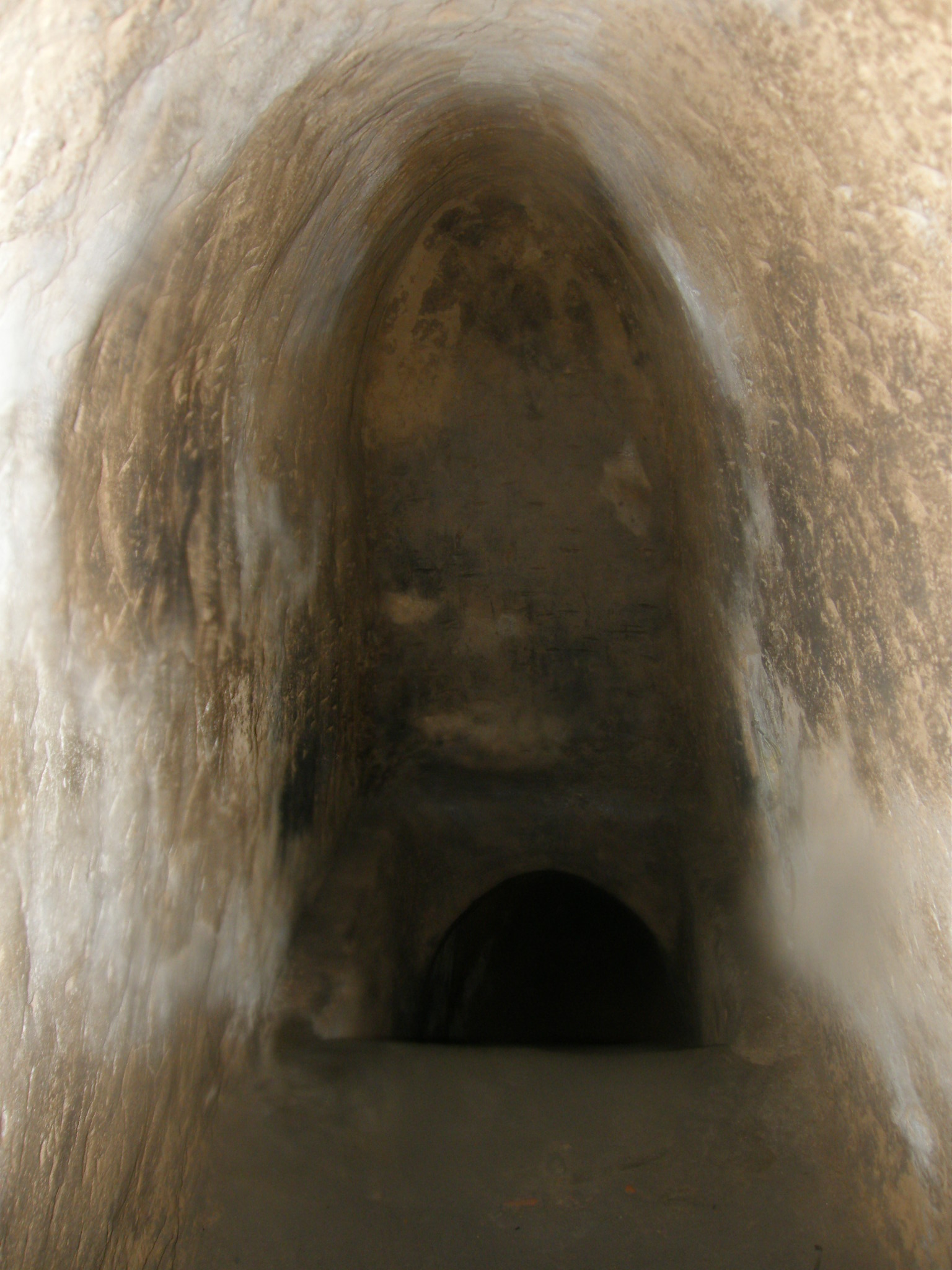
ベトナム戦争に使われた全長200kmにおよぶベトナムのクチトンネル

地下道（ちかどう）とは、地下または土中をくりぬいて設置された不特定多数の通行のためのトンネル通路である。都市部において主要河川や鉄道、道路を横断するために設けられる。都市の地下構造物は地下通路、地下街、下水路、地下共同溝など多岐にわたるが、本項では主に人の通るための通路としての地下道について詳述する。
地下道は、地上の歩道橋や跨線橋と比較して建設に多額の費用がかかる。また、地下にあるため常時灯火しておく必要があり、換気や防犯の点でも留意する必要があるため、設備の維持改修に要する費用も高くなり一般的には都市部で景観を優先したり、架橋用の土地の確保が難しい場合に設置される場合が多い。寒冷地では防寒と積雪対策のために地下道を設置する場合がある。また、軍事目的で地下道を掘る例も多く、ベトナムのクチトンネルなどは有名である。

## 歴史
世界で最初に人が通れる人工の地下道として完成したものはギリシャの歴史家ディオドロスによると、古代バビロンの王宮と神殿をつなぐ目的でユーフラテス川の下に設けられた地下道で、紀元前2000年ごろのものといわれている。日本最古の地下道としては1763年に完成した菊池寛の小説で有名な青の洞門が知られている。
トンネルの歴史も参照

## 法令上の地下道
日本の道路法上、地下道はトンネルとして道路構造令34条に規定されている。

## 地下道の管理

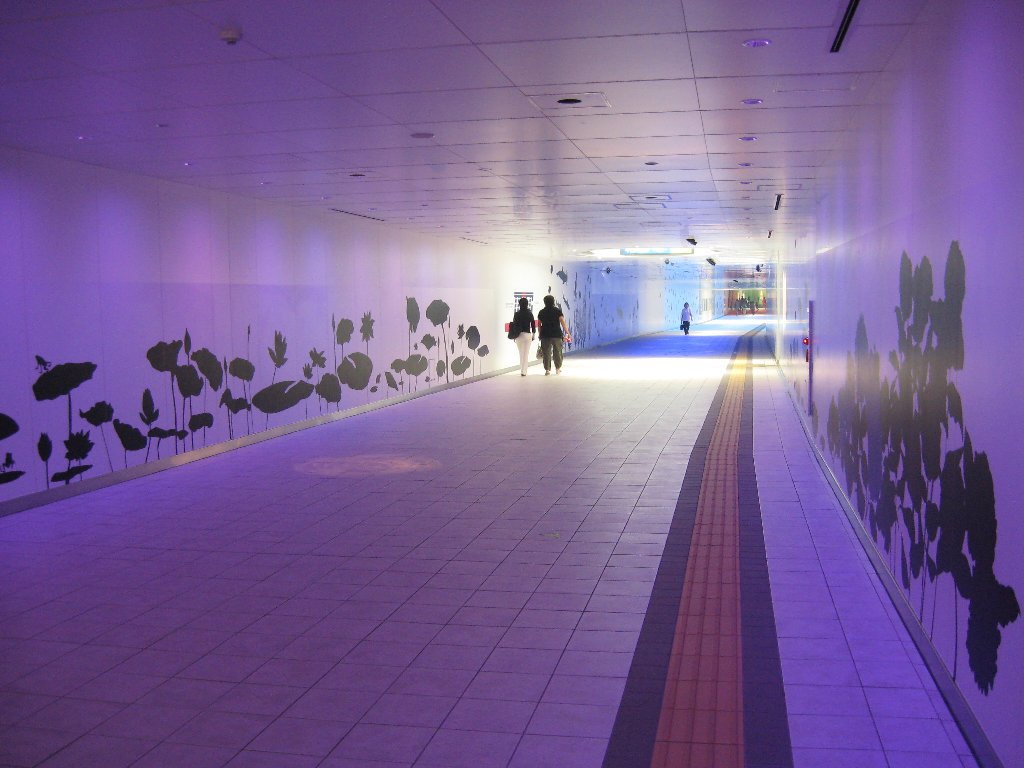
約290mの地下道ルーセントアベニュー

日本の公道の地下を利用して作られた地下道は、道路法上の道路管理者によって道路として管理される。そのため通行の妨げとなるような店舗や設置物は原則として認められず、例外的に道路管理者から道路占用許可を得た場合にのみ認められる（工事などやむをえない場合にしか認められず、ガスを扱うような飲食店などの常設は地下防災上の観点から概ね許可されない。詳しくは静岡駅前地下街爆発事故、天六ガス爆発事故参照）。また、広告についても道路標識以外の掲出物については道路管理者の許可が必要とされる。なお、商用の道路占用の場合には道路管理者は必要に応じて道路占用料の徴収が認められている。したがって、日本の地下道でいわゆる地下街として発展しているのは多くは私有地の地下にある準地下道の場合が多い。
河川の下を通る地下道は河川管理者によって管理され、概ね道路と同様の使用制限と河川占用料の支払が生ずる場合がある。

## 主な日本の地下道
地下横断歩道も参照
- 札幌駅前通地下歩行空間
- 東京丸の内地下道（日比谷公園 - 大手町）
- メトロプロムナード（新宿駅 - 新宿三丁目駅）
- 名古屋駅ルーセントアベニュー（名古屋駅 - 名古屋ルーセントタワー）
- 北梅田地下道（大阪駅 - 新梅田シティ）※大阪駅の工事により大半が歩行者専用道路に切り替えられた。2023年11月8日をもって廃止された。
- 三宮・元町地下連絡通路（三宮 - 旧居留地）
- 馬町地下道（長崎市）

## 題材とした作品
映画
- 大脱走 （1963年）
- 脱走遊戯 （1976年）